# Карло Джулиани
Карло Джулиани (на италиански: Carlo Giuliani; 14 март 1978 г., Рим, Италия – 20 юли 2001 г., Генуа, Италия) е италиански анархист и един от символите на антиглобалисткото движение. Застрелян от карабинер по време на демонстрации срещу срещата на Г-8 в Генуа.

## Инцидент
Фотожурналист, син на председателя на профсъюзния отдел на CGIL Хайди Джулиани, която ще стане сенатор на Партията на комунистическото възраждане след смъртта му. Анархистът и представител на футболния клуб Рома Карло Джулиани участва в антиглобалисткия протест срещу срещата на върха на Г-8 в Генуа на 20 юли 2001 г., която започна на същия ден.
Загива трагично в 17:25 на 20 юли 2001 г. по време на сблъсъци между протестиращи и италиански карабинери на Пиаца Алимонда. Колата на карабинерите закъса и е нападната от протестиращи. В разгара на тази конфронтация Джулиани, който носи синя ски маска, вдига пожарогасител, възнамерявайки да го хвърли по служителите в полицейски Land Rover Defender. Убит е с два изстрела - в лицето и от упор от карабинерът Марио Плацаник. Тогава джипът го прегази два пъти.

## Съдебно търсене
Съдията заключи, че фаталният куршум, убил Джулиани, не е бил директно насочен към Джулиани, а е „рикоширал в мазилката“ и постанови, че Марио Плацанич е действал при самоотбрана.
Въпреки това, по време на последвалия процес в Генуа, съдебномедицинска експертиза от професор Марко Салви, който е бил консултант на прокурора Силвио Франц, показва, че Джулиани е бил жертва на „пряко попадение“, което противоречи на по-ранното решение. Заключението на съдия Далоисо, което вече е силно критикувано, е оспорено в пресата и обвиненията срещу шофьора на Ленд Роувър бяха свалени на основание, че Джулиани вече е мъртъв. Лекарите, които се притекли на помощ на Джулиани, свидетелстват, че сърцето му все още бие, което е потвърдено от професор Салви по време на процеса в Генуа.
За да обърка още повече разследването, Плацаник в края на 2003 г. започва да твърди в интервю за вестника от Болоня Il Resto Del Carlino, че е бил използван, за да отклони подозрението от истинските виновници, тъй като калибърът на куршумите, уцелили Джулиани, според Плацаник, не отговаря на калибъра на оръжията, използвани от карабинерите.
На 25 август 2009 г. Европейският съд по правата на човека осъди Италия – не за прекомерно използване на насилие срещу демонстранти, а за неизпълнение на задълженията си да гарантира правото на живот на човека във връзка с разследването на смъртта на Джулиани. Съдът присъди общо 40 000 евро обезщетение за неимуществени вреди на тримата жалбоподатели. През 2011 г. обаче Голямата камара на ЕСПЧ преразглежда това решение и признава, че няма нарушения на Европейската конвенция за правата на човека.

## Последствия
Няколко дни по-късно в Генуа, а и не само, се провеждат митинги, посветени на паметта на загиналия антиглобалист. Десетки хиляди хора, преди това аполитични, излизат на улицата, за да изразят мнението си, за да покажат, че са на страната на Карло. На 9 декември две бомби са взривени близо до полицейското управление в Генуа. Неизвестната група „20 юли” поема отговорност за акцията и изпраща няколко писма до полицията и вестниците с подробно описание на компонентите на използваните експлозиви. Карло Джулиани станва символ на гражданските вълнения по време на срещата на Г-8 в Генуа . Различни групи отдават почит на Карло, като му посвещават песни. Северноамериканско общество на политически поети, наречено „Трупата на откритите думи“, публикува парче, наречено „Приказка за двама Джулиани“, противопоставящо Карло срещу бившия кмет на Ню Йорк Руди Джулиани. Площад „Алимонд“, където е убит Джулиани, е неофициално преименуван от активисти на „Пиаца Карло Джулиани“, където е издигнат мемориал със сувенири, снимки, писма и цветя. Оттогава мемориалът е опожаряван два пъти. Със средства на родителите е издигнат още един паметник, на който са изписани думите „Карло Джулиани, момче“. През 2002 г. Франческа Коменчини прави документален филм, наречен „Карло Джулиани“, за последните часове от живота на Карло. Прожектиран е извън конкурса на филмовия фестивал в Кан през 2002 г. В град Порто Алегре в Бразилия е издигнат паметник на Карло Джулиани.

## Карло Джулиани впънк-културата
Беларуската анархо-пънк група „Антиглобализатор“ посвети песента „Shot of Justice“. Английската анархо-пънк банда Conflict издава сингъла Carlo Giuliani (април 2003 г. ), посветен на паметта на починалия анархист. Испанската ска-пънк група Ska-P му посвещава песента Solamente Por Pensar. Британската група Chumbawamba посвещава англоезичен кавър на италианската партизанска песен Bella Ciao на Карло Джулиани. Френски Oi! група Бригада Флорес Магон посвещава на него песента Genoa Libera. Уфимската мат-метъл банда „Карло Джулиани“ взима името си в чест на Карло Джулиани. Люксембургската пънк група Петроград посвещава песента 20 юли. Карло Джулиани се споменава в песента „Всичко не е напразно“ на руската пънк група „Четверио“. Споменава се в песента „В моята страна“ на руската пънк група „Нищо добро“

## В България
Българската анархистическа организация АнархоСъпротива и членове на други антиавторитарни и леви групи протестират пред италианското посолство срещу убиийството на 23 годишния Карло Джулиани по време на антиглобалистките протести против срещата на Г8 в Генуа (22 юли 2001).